# Cincinnulus argutus
Cincinnulus argutus là một loài rêu tản trong họ Calypogeiaceae. Loài này được (Nees & Mont. ex Nees) Dumort. miêu tả khoa học lần đầu tiên năm 1874.